# 拉特朗圣若望大殿

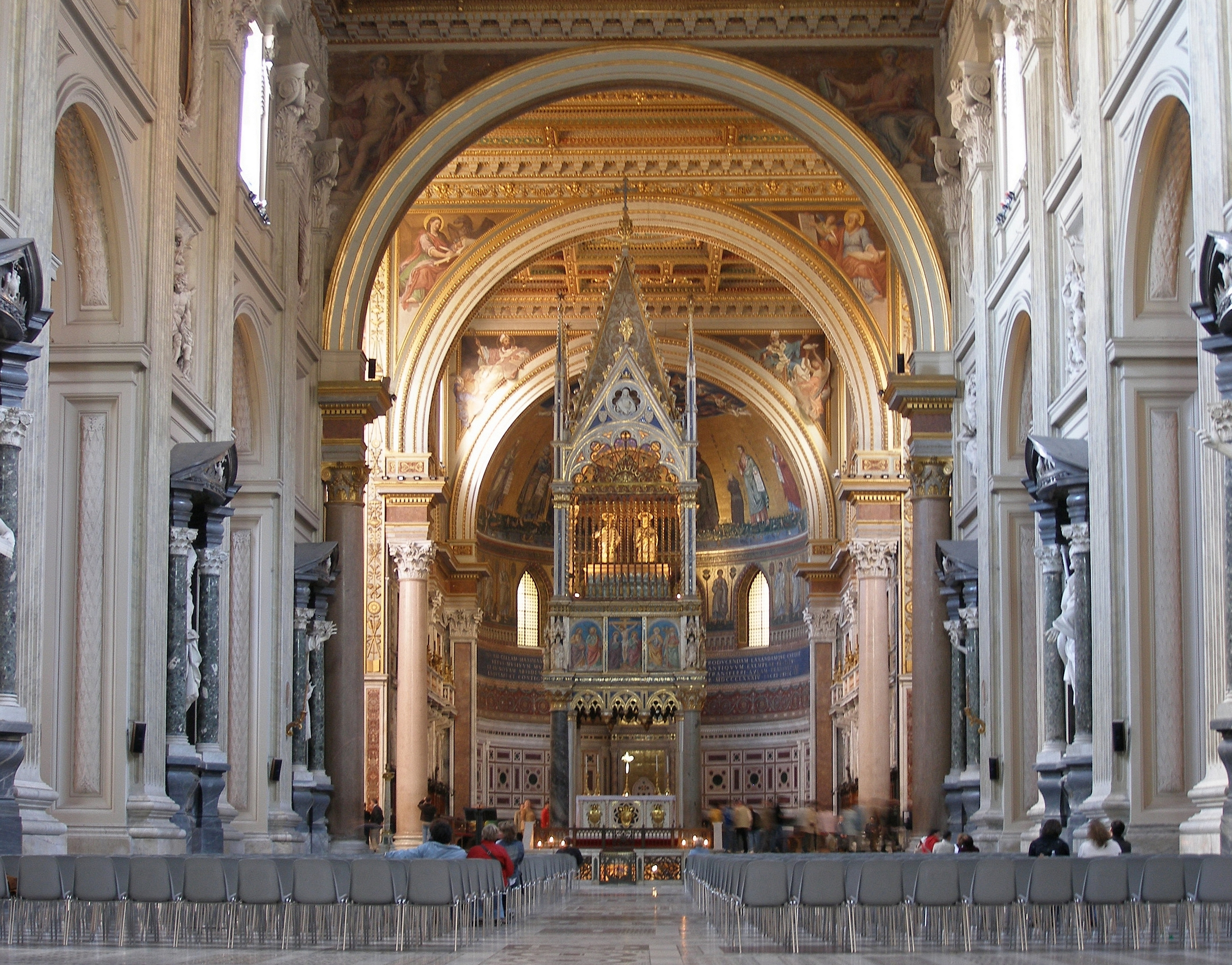
大殿聖堂

拉特朗圣若望大殿（義大利語：Basilica di San Giovanni in Laterano），全称为拉特朗至圣救主、聖若翰洗者、聖史若望总主教座堂（拉丁語：Archibasilica Sanctissimi Salvatoris et Sanctorum Ioannis Baptistae et Ioannis Evangelistae in Laterano），簡稱拉特朗大殿或拉特朗，是天主教羅馬教區的主教座堂，即教宗的正式駐地，位於義大利首都羅馬的蒙蒂區。它是教宗直属的四座特级宗座圣殿中最古老的一座（拉特朗圣若望大殿、圣伯多禄大殿、圣母大殿和城外圣保禄大殿），也是惟一被稱為「总宗座圣殿」（Archibasilica）的教堂，享有全世界天主教会母堂的称号。
該教堂創建於西曆324年，是羅馬城內最古老的公共教堂，也是西方世界最悠久的宗座聖殿；現有建物則始建於16世紀後期，至1735年立面落成後正式完工。其作為聖座在羅馬的地產之一，享有義大利的治外法權；位於該教堂旁的拉特朗宮，則為羅馬教區的辦公所在地。天主教會於11月9日慶祝祝聖拉特朗大殿紀念慶日。

## 历史
古罗马时期的巴西利卡建筑在中世纪时每况愈下，并在14世纪的两场大火中遭到严重破坏。16世纪末，教宗西斯篤五世时期对其进行了重建。17世纪末，新建筑的内部进行了翻修，其巴洛克风格的外墙于1735年在教宗克萊孟十二世统治时期完工。

### 引用
1. 1 2  . Vicariatus Urbis - Portal of the Diocese of Rome.   [2008-08-07]. （原始内容存档于2009-01-17） （意大利语）.
2. ↑  . Giubileo 2000. Santa Sede – vatican.va.   [2025-04-22]. （原始内容存档于2001-04-10）.